# سیارک ۷۰۳۰
سیارک ۷۰۳۰ (به انگلیسی: 7030 Colombini، نامگذاری:1993YU) هفت هزار و سیمین سیارک کشف شده‌است که در ۱۸ دسامبر ۱۹۹۳ کشف شد.
قدر مطلق سیارک برابر ۱۳٫۹۰ است.